# Списък на бургграфовете на Майсен
Това е списък на бургграфовете на Майсен (на немски: Burggrafen von Meißen).
Бургграфството Майсен (на немски: Burggrafschaft Meißen) се споменава за пръв път през 1068 г., когато крал Хайнрих IV поставя един бургграф на имперския замък Майсен. Бургграфовете на Майсен (Burggrafen von Meißen) са кралски чиновници. Те документират силата на краля, отделно от маркграфовте и епископа на предишния Албрехт-замък (Albrechtsburg) към Майсен. Към владението на бургграфа по-късно принадлежат множество села от околността. Бургграфовете принадлежат към рода на Майнхерингите и от 1426 г. от Дом Плауен.
Бургграфството Майсен не трябва да се бърка с диоцеза Майсен и Маркграфство Майсен.

## Списък (непълен)
| доказани бургграфове           | от          | до     | Дати                    | Бележки |
| ------------------------------ | ----------- | ------ | ----------------------- | --- |
| Фридрих I фон Ветин            | пр. 1009    | 1017   | † 1017                  | |
| Бурхард                        |             | 1076   | † 1076                  | убит |
| Бурхард II                     | 1114        | 1117   |                         | |
| Хайнрих Хаупт (Капут)          | 1116        |        |                         | Хайнрих V го сменя с Випрехт от Гройч, Лудвиг от Тюрингия и Бурхард II. |
| Хойер                          |             |        |                         | по документ 1180 |
| Бургграфове от род Майнхеринги | от          | до     | Дати                    | Бележки |
| Херман Щеркер фон Волсбах      | 1170        | 1180   | * ок. 1143, † ок. 1171  | и племенника му Херман, граф фон Волсбах и Шаумберг (* пр. 1152, † сл. 1177) |
| Майнхер I фон Вербен           | 1199        |        | * пр. 1171, † 1217/1218 | |
| Майнхер II                     | 1214        |        | * 1203, † сл. 1250      | известно време с брат му Херман II (I) |
| Майнхер (III)                  | 1243        |        | † сл. 1297              | син на Майнхер II |
| Херман III                     |             |        | * пр. 1308, † пр. 1351  | внук на Майнхер (III) |
| Майнхер IV (V)                 |             |        | * пр. 1308, † 1352/1355 | внук на Майнхер (III) |
| Херман IV                      |             |        | † сл. 1349              | син на Херман III |
| Майнхер V (VI)                 |             |        | * пр. 1308, † 1388      | образува линията Хартенщайн |
| Бертхолд I                     | 1388        | 1398   | † 1398                  | образува линията Фрауенщайн |
| Майнхер VI                     | 1398        | сл1401 | * пр. 1381, † сл. 1403  | син на Бертхолд I |
| Хайнрих I фон Хартенщайн       | 1388        | 1423   | * пр. 1381, † 1423      | син на Майнхер V (VI) |
| Хайнрих II                     | 1423        | 1426   | † 1426                  | последният Майнхеринг, син на Хайнрих I |
| Бургграфове от род Плауен      | от          | до     | Дати                    | Бележки |
| Хайнрих I фон Плауен           | 1426 (1439) | 1446   | * 1387, † 1446/1447     | първо като Хайнрих X фон Плауен |
| Хайнрих II фон Плауен          | 1446/1447   | 1482   | * 1417, † 1482/1484     | 1466 г. завършва с изгонването на Хайнрих II господството на Плауените над Плауен и Фойгтсберг, които получава саксонския курфюрст Ернст като бохемско владение. |
| Хайнрих III фон Плауен         | 1482        | 1519   | * 1453, † 1519          | Хайнрих III се отказва 1482 г. напълно от претенциите си в полза на Ветините, получава обаче правото за себе си и наследниците му да носи титлата на Бургграф фон Майсен, което означава един глас в Имперското събрание. Това му е признато с документ през 1490 г. от император Фридрих III. |
| Хайнрих IV фон Плауен          | 1519        | 1554   | * 1510, † 1554          | |
| Хайнрих V фон Плауен           | 1554        | 1568   | * 1533, † 1568          | |
| Хайнрих VI фон Плауен          | 1554        | 1572   | * 1536, † 1572          | |

С измирането на старата линия на адвокатите (фогтите) фон Плауен през 1572 г. завършва линията на рода на бургграфовете на Майсен. Те никога не са управлявали като бурггафове и затова титлата отива на курфюрстите на Саксония.